# Tatsuhiko Kubo
Tatsuhiko Kubo (født 18. juni 1976) er en japansk fodboldspiller.

## Japans fodboldlandshold
| Japans landshold | Japans landshold | Japans landshold |
| År               | Kmp              | Mål              |
| ---------------- | ---------------- | ---------------- |
| 1998             | 1                | 0                |
| 1999             | 1                | 0                |
| 2000             | 5                | 0                |
| 2001             | 2                | 0                |
| 2002             | 5                | 0                |
| 2003             | 3                | 2                |
| 2004             | 9                | 6                |
| 2005             | 0                | 0                |
| 2006             | 6                | 3                |
| Total            | 32               | 11               |